# Лоїк Ремі
Лої́к Ремі́ (фр. Loïc Rémy; нар. 2 січня 1987 року, Рійє-ла-Пап, Франція) — французький футболіст мартиніканського походження, в минулому, нападник національної збірної Франції.

## Клубна кар'єра

### «Ліон»
Ремі почав свою кар'єру в молодіжній команді «АСПТТ Ліон». Там його виявили скаути клубу «Ліон», які запросили молодого футболіста до себе. Після декількох років в академії клубу, де він навчався разом з Карімом Бензема, Антоні Муньє та Хатемом Бен Арфа, 11 жовтня 2006 року Ремі підписав свій перший професійний контракт строком на 3 роки. Через 3 дні, 14 жовтня, дебютував в основному складі команди в матчі з «Сент-Етьєном», замінивши на 73 хвилині Сільвена Вільтора. 11 листопада того ж року він вперше вийшов в стартовому складі клубу, зігравши 82 хвилин матчу з «Седаном» (1:0).

### «Ланс»
У сезоні 2007/2008 Ремі регулярно перебував у заявці основного складу клубу. Попри це, він виходив на поле не часто, і, щоб підтримувати ігрову практику, грав за другий склад «Ліона» в аматорському чемпіонаті Франції. За основний склад форвард провів лише 6 ігор і 31 січня 2008 року був відданий в оренду до клубу «Ланс»; угода також включала пункт про можливий викуп контракту Лоїка за 8-10 млн євро. 9 лютого він дебютував в основному складі команди в грі з «Каном»; у тому ж матчі він забив свій перший гол на професійному рівні. Два тижні потому Ремі забив переможний гол у півфінальному матчі кубка Франції з «Ле-Маном». У фінальному матчі кубка з клубом «Парі Сен-Жермен» Лоїк вийшов у стартовому складі команди, але через 12 хвилин покинув поле через травму, «Ланс» зустріч програв 0:1. Після закінчення сезону футболіст повернувся до «Ліону».

### «Ніцца»
5 червня 2008 року Ремі перейшов до «Ніцци». Сума трансферу склала 8 млн євро, ставши найбільшою в історії клубу. Він дебютував у складі команди 9 серпня в матчі з «Гавром», в якому його команда програла 0:1. У наступних 6 іграх Ремі забив 6 голів, включаючи м'яч у ворота свого колишнього клубу, «Ліона». Усього за сезон футболіст провів 36 матчів і забив 13 голів. У наступному сезоні він забив перший м'яч у першому турі чемпіонату Франції, вразивши ворота «Сент-Етьєна». Місяць по тому форвард забив 3 голи в трьох матчах поспіль. 20 січня, після поразки 0:1 в домашній зустрічі з «Осером», кілька вболівальників «Ніцци» заплювали гравців своєї команди; Ремі, який став одним з потерпілих, назвав дії фанатів «неприпустимими» та пригрозив залишити клуб під час зимового трансферного вікна, якщо дії вболівальників будуть повторюватися. У тому ж сезоні футболістом зацікавились європейські клуби, серед яких були «Арсенал», «Вест Хем Юнайтед», «Сток Сіті», «Мілан» і «Фіорентина», також у його послугах були зацікавлені «Ліон» і «Бордо». Після того, як трансфер у «Ліон» зірвався, Ремі вирішив залишитися в «Ніцці», де провів залишок сезону.

### «Марсель»
19 серпня 2010 року Ремі перейшов у марсельський «Олімпік», підписавши п'ятирічний контракт. Сума трансферу гравця залишилася нерозкритою. Під час представлення футболіста, було повідомлено, що у Ремі підозрювався порок серця. Через це було проведено додаткові тести. 24 серпня Лоїк був оголошений здоровим кардіологами, що досліджували здоров'я гравця. Перший матч за новий клуб Ремі провів проти «Бордо». Проте початок сезону футболіст пропустив через травму. 16 жовтня Ремі забив свій перший м'яч за нову команду у ворота «Нансі», який став переможним, а вже за два тижні відзначився дублем у матчі проти «Лілля».

### «Куїнз Парк Рейнджерс»
16 січня 2013 Ремі перейшов в англійський клуб «Куїнз Парк Рейнджерс», підписавши контракт на чотири з половиною роки. У сезоні 2012/13 Ремі забив 6 голів у 14 матчах  Прем'єр-ліги, що, однак, не врятувало клуб, який у результаті вилетів в Чемпіоншип.

### «Ньюкасл Юнайтед»
5 серпня 2013 на офіційному сайті англійського клубу «Ньюкасл Юнайтед» було оголошено, що за клуб на правах річної оренди виступатиме нападник «Куїнз Парк Рейнджерс» Лоїк Ремі.

### «Челсі»
13 вересня 2014 в матчі четвертого туру чемпіонату Англії дебютував за Челсі вийшовши на заміну у другому таймі в грі з «Свонсі Сіті»; в тому ж матчі він забив свій перший гол за Челсі. Матч закінчився з рахунком 4-2 на користь Челсі. У сезоні 2015/16 Ремі втратив місце в основному складі.

### «Крістал Пелес»
30 серпня 2016 на правах річної оренди перейшов до клубу «Крістал Пелес». Майже одразу травмувавшись, Ремі практично не грав за «орлів», провівши лише 5 матчів у чемпіонаті та 3 в кубку.

### «Лас-Пальмас»
1 вересня 2017 Ремі на правах вільного агента перейшов до «Лас-Пальмас», підписавши контракт на два сезони. В канарському клубі француз провів 12 матчів, у яких забив 5 голів. Втім, новий тренер клубу Пако Хемес відрахував Ремі та Уссаму Таннане з основного складу, офіційно через запізнення на вечерю на одну хвилину.

### «Хетафе»
Після відрахування з основного складу «Лас-Пальмаса» 28 січня 2018 Ремі був відданий в оренду до «Хетафе». У клубі з передмістя Мадрида він провів 11 матчів, у яких забив 3 голи. 

### «Лілль»
13 липня 2018 Лоїк Ремі повернувся до Франції, підписавши дворічний контракт з «Ліллем». Після майже двомісячної тяганини з затвердженням його контракту Федерацією футболу Франції Ремі дебютував 26 серпня в матчі проти «Генгама». У першому сезоні за клуб провів 26 матчів, відзначився 7 м'ячами, та здобув срібні медалі Ліги 1. У наступному сезоні грав з клубом у Лізі чемпіонів, вийшов на полі в 20 матчах Ліги 1 та забив 7 голів.

## Міжнародна кар'єра
Ремі розпочав міжнародну кар'єру зі збірними Франції до 20 і до 21 року. З командою до 20 років він у 2007 році брав участь у турнірі в Тулоні, де забив два голи у ворота Японії та Кот-д'Івуару. 15 листопада того ж року він дебютував у команді до 21 року в грі з Вірменією. 25 травня 2008 року він забив перший м'яч за молодіжну команду, вразивши ворота Нідерландів на турнірі у Швеції. У жовтні 2008 року Лоїк вийшов в обох вирішальних відбіркових матчах до молодіжної першості Європи проти Німеччини. За підсумками двох зустрічей Франція програла 1:2 і не потрапила на першість; ці зустрічі стали останніми для Лоїка у формі молодіжної збірної країни.
24 березня 2008 року через травму Тьєррі Анрі Ремі вперше був викликаний до складу першої збірної на товариські гри з Англією та Малі. Ремі вийшов на поле в матчі з Малі, замінивши на 54-й хвилині зустрічі Саміра Насрі. 9 жовтня 2010 року Лоїк забив перший м'яч за збірну, вразивши ворота Румунії у відбірному раунді до чемпіонату Європи 2012 року.

## Досягнення
«Ліон»
- Чемпіон Франції (2): 2006-07, 2007-08
- Володар Суперкубка Франції: 2006, 2007

«Марсель»
- Володар кубка футбольної ліги: 2010-11, 2011-12
- Володар Суперкубка Франції: 2011

«Челсі»
- Чемпіон Англії (1): 2014-15
- Володар кубку Футбольної ліги (1): 2014-15

## Статистика

### Клубна
Дані актуальні станом на 2 жовтня 2011
| Клуб    | Сезон   | Ліга | Ліга | Кубок | Кубок | Кубок ліги | Кубок ліги | Міжнародні | Міжнародні | Інші | Інші | Всього | Всього |
| Клуб    | Сезон   | Ігри | Голи | Ігри  | Голи  | Ігри       | Голи       | Ігри       | Голи       | Ігри | Голи | Ігри   | Голи   |
| ------- | ------- | ---- | ---- | ----- | ----- | ---------- | ---------- | ---------- | ---------- | ---- | ---- | ------ | ------ |
| Ліон    | 2006-07 | 6    | 0    | 0     | 0     | 0          | 0          | 1          | 0          | 0    | 0    | 7      | 0      |
| Ліон    | 2007-08 | 6    | 0    | 0     | 0     | 1          | 0          | 1          | 0          | 0    | 0    | 8      | 0      |
| Ліон    | Всього  | 12   | 0    | 0     | 0     | 1          | 0          | 2          | 0          | 0    | 0    | 15     | 0      |
| Ланс    | 2007-08 | 10   | 3    | 0     | 0     | 2          | 1          | 0          | 0          | 0    | 0    | 12     | 4      |
| Ланс    | Всього  | 10   | 3    | 0     | 0     | 2          | 1          | 0          | 0          | 0    | 0    | 12     | 4      |
| Ніцца   | 2008-09 | 32   | 11   | 1     | 0     | 3          | 0          | 0          | 0          | 0    | 0    | 36     | 11     |
| Ніцца   | 2009-10 | 34   | 14   | 1     | 1     | 1          | 1          | 0          | 0          | 0    | 0    | 36     | 16     |
| Ніцца   | 2010-11 | 2    | 1    | 0     | 0     | 0          | 0          | 0          | 0          | 0    | 0    | 2      | 1      |
| Ніцца   | Всього  | 68   | 26   | 2     | 1     | 4          | 1          | 0          | 0          | 0    | 0    | 74     | 28     |
| Марсель | 2010-11 | 31   | 15   | 1     | 0     | 2          | 0          | 7          | 2          | 5    | 1    | 45     | 18     |
| Марсель | 2011-12 | 9    | 4    | 0     | 0     | 0          | 0          | 2          | 1          | 1    | 1    | 12     | 6      |
| Марсель | Всього  | 40   | 19   | 1     | 0     | 2          | 0          | 9          | 3          | 6    | 2    | 57     | 24     |
| Всього  | Всього  | 125  | 44   | 3     | 1     | 9          | 2          | 9          | 2          | 0    | 0    | 158    | 54     |

### Міжнародна
Дані актуальні станом на 14 жовтня 2014 року
| Збірна  | Сезон  | Ігри | Голи |
| ------- | ------ | ---- | ---- |
| Франція | 2009   | 1    | 0    |
| Франція | 2010   | 5    | 1    |
| Франція | 2011   | 11   | 3    |
| Франція | 2012   | 0    | 0    |
| Франція | 2013   | 4    | 0    |
| Франція | 2014   | 9    | 3    |
| Всього  | Всього | 30   | 7    |

#### Міжнародні голи
| 1                                            | 9 жовтня 2010     | Стад де Франс, Сен-Дені, Франція                                   | Румунія  | 1–0 | 2–0 | Кваліфікація до Євро-2012 |
| 2                                            | 10 серпня 2011    | Стад де ла Моссон, Монпельє, Франція                               | Чилі     | 1–0 | 1–1 | Товариський               |
| 3                                            | 7 жовтня 2011     | Стад де Франс, Сен-Дені, Франція                                   | Албанія  | 2–0 | 3–0 | Кваліфікація до Євро-2012 |
| 4                                            | 11 листопада 2011 | Стад де Франс, Сен-Дені, Франція                                   | США      | 1–0 | 1–0 | Товариський               |
| 5                                            | 27 травня 2014    | Стад де Франс, Сен-Дені, Франція                                   | Норвегія | 3–0 | 4–0 | Товариський               |
| 6                                            | 4 вересня 2014    | Стад де Франс, Сен-Дені, Франція                                   | Іспанія  | 1–0 | 1–0 | Товариський               |
| 7                                            | 14 жовтня 2014    | Республіканський стадіон імені Вазгена Саркісяна, Єреван, Вірменія | Вірменія | 0–1 | 0–3 | Товариський               |
| Дані актуальні станом на 14 жовтня 2014 року |                   |                                                                    |          |     |     |                           |